# Låga Räfsö
Låga Räfsö är en ö i Finland. Den ligger i Finska viken och i kommunen Kyrkslätt i den ekonomiska regionen  Helsingfors i landskapet Nyland, i den södra delen av landet. Ön ligger omkring 33 kilometer sydväst om Helsingfors.
Öns area är 7,5 hektar och dess största längd är 410 meter i nord-sydlig riktning. Ön höjer sig omkring 15 meter över havsytan.